# Piger i blåt
|  | Denne artikel er oprettet af botten Steenthbot ud fra en ekstern database. Den kan derfor have sproglige fejl eller mangler. Denne skabelon kan fjernes efter kontrol af indholdet. |

Piger i blåt er en dansk dokumentarfilm fra 1952 instrueret af William Borberg.

## Handling
Omhandler arbejdet indenfor Kvindelige Marinere, der uddanner sig med det formål at assistere søværnet i krigstilfælde, men filmen viser tillige, at uddannelsen kommer de pågældende til gode i den civile tilværelse.